# Чемерно (планина)
Чемерно је динарска планина у југозападној Србији, на левој страни Ибра, северно од Студенице. Издужен је у правцу северозапад-југоисток око 30 km. Његове стране рашчлањене су притокама Ибра и Студенице. У троуглу између ових река, преко пута Радочела, оивичен је реком Дубочицом и везом са Троглавом на северу, док побрђе на западној страни сеже ка Ивањици, где се границом може означити Лучка река, са притоком Осоничком реком. 
Главни изразити гребенски правац, дужине око 20 km на правцу од истока ка западу, и са благим скретањем ка југоистоку и насељу Ушће, дели планину на северни и јужни део. На северној страни посебно је занимљиво село Бресник, са засеоцима смештеним по рашчлањеном терену, где су бројни потоци које сакупљају речице Дрсница и Колањ. Јужна страна карактерише се већим бројем разбијених насеља, а овде је посебно изражена долина Савошнице, притоке Студенице. Ту је село Савово, са засеоцима, источно је Ђаково, а западније су засеоци села Мланча. 
Највиши врх је Смрдључ (1 579 m) на западној страни гребена. Успон до њега могућ је са северне стране планине, од Маглич града у долини Ибра, као и са јужне стране, из долине Студенице. Посебно је атрактиван правац са јужне стране, преко испоснице Светог Саве.
Вршни гребен је пашњак, док највећи део планине чине шумовити предели, нарочито у долинама потока и речица. Богатство вода омогућава бујну биљну вегетацију која је скровиште за дивљач. Шуме су мешовите у којој су пропланци са пашњацима и сточарске колибе. Дрвеће у правилу расте високо.